# Mikkel Beck
Mikkel Venge Beck (født 12. maj 1973) er en dansk spilleragent og tidligere professionel fodboldspiller med karriere i bl.a. B1909, Fortuna Köln, Middlesbrough F.C., Lille OSC og AaB. Han deltog med landsholdet i EM 1996 og 2000.
Han blev i 1995 kåret som Årets Fund i dansk idræt.
Efter afslutningen af sin aktive karriere blev Mikkel Beck spilleragent, blandt andre for Simon Kjær.
I 2009 blev han imidlertid frataget sin licens for tre år, heraf to betinget, for at have været dobbeltagent – dvs. både agent for en spiller og ansat af en klub, med hvilken han i 2007 skaffede spilleren en kontrakt. Ud over fratagelsen af licensen fik han en bøde.
I 2022 blev Mikkel Beck atter suspenderet som agent. Fra marts til september blev han således udelukket af Englands fodboldforbund og fik samtidig en bøde på 310.000 kroner. Igen var grunden, at Beck havde været dobbeltagent, denne gang i forbindelse med Mathew Ryans skifte fra Valencia CF til Brighton & Hove Albion fem år tidligere.